# Erlöserkirche (Tirschenreuth)

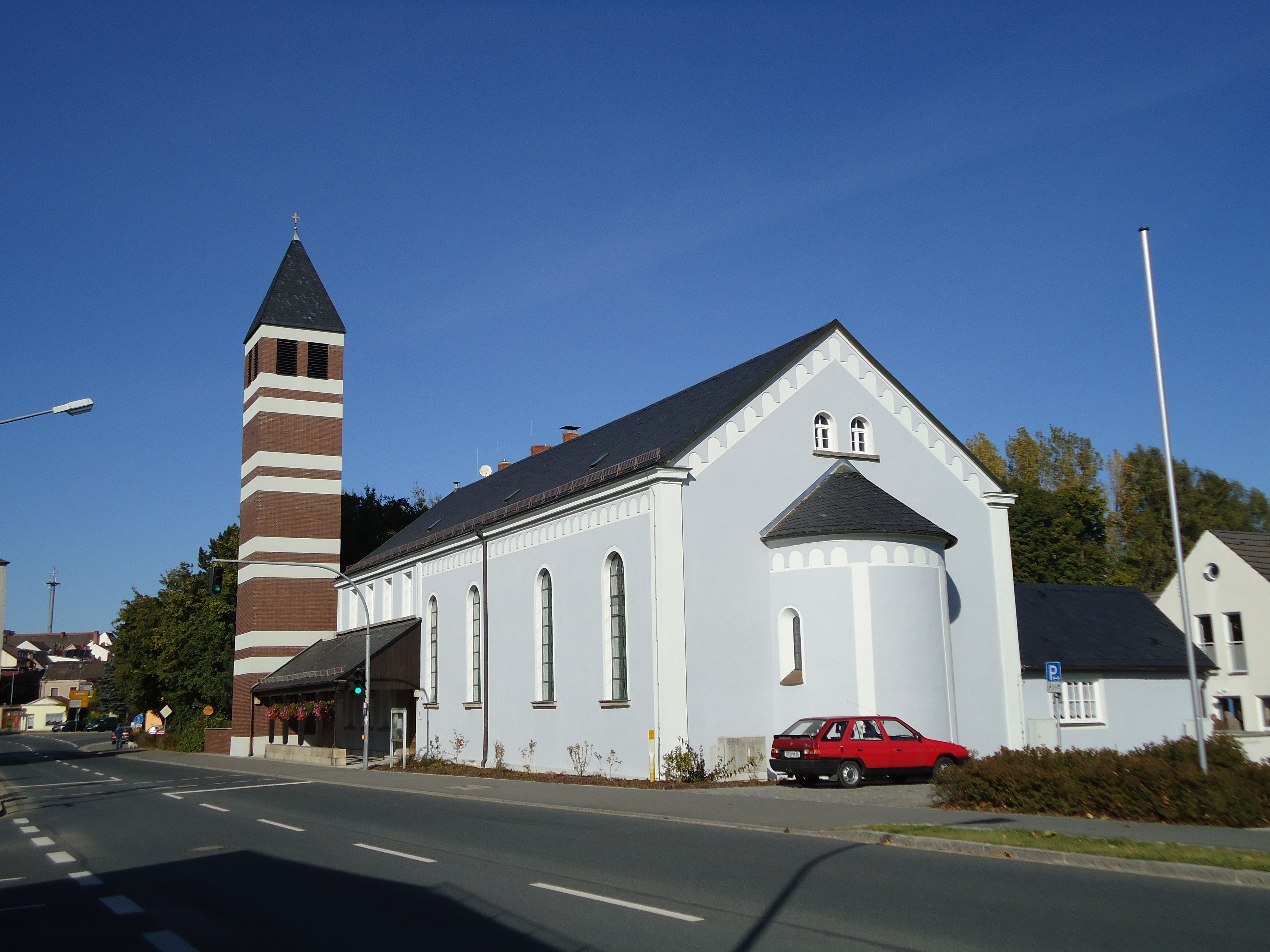
Die Erlöserkirche, 2011

Die Erlöserkirche (ⓘ) ist die einzige evangelische Kirche der Oberpfälzer Kreisstadt Tirschenreuth im Kirchenkreis Regensburg, sie wurde Anfang des 20. Jahrhunderts erbaut.
Aufgrund der Industrialisierung ließen sich auch wieder Protestanten in der zumeist von Katholiken bewohnten Stadt Mitte des 19. Jahrhunderts nieder. Deswegen kaufte man im Jahr 1904 südlich der Altstadt die Gaststätte zur Turnhalle und einen Tanzsaal und baute sie zu einer Kirche und einen evangelischen Kindergarten um.
Eine eigenständige Pfarrei wurde sie erst 1940. Im Jahr 1963 wurde das Gebäude renoviert und bekam 1964 einen neuen Kirchturm. Zum 100-jährigen Jubiläum der Erlöserkirche wurde sie erneut renoviert.